# Pharsophorus
Pharsophorus — вимерлий рід боргієноїдних спарассодонтів, що населяв Південну Америку в епоху середнього та пізнього олігоцену.

## Таксономія
Спочатку Pharsophorus вважався боргієнідом і навіть вважався предком Borhyaena, Acrocyon і Arctodictis, але пізніший філогенетичний аналіз показав, що він не належить до Borhyaenidae і лише більш віддалено пов’язаний з цими формами. Залишки Pharsophorus відомі з формації Сарм'єнто в провінціях Мендоса, Санта-Крус і Чубут в Аргентині, а також з формації Салла на викопному місці Салла в західній Болівії. Вид "Pharsophorus" antiquus, який раніше відносили до цього роду, з часом став типовим видом окремого роду Australohyaena.